# Chroniques de la Canongate
Chroniques de la Canongate (en anglais Chronicles of the Canongate) est le titre collectif sous lequel sont édités deux nouvelles et deux romans de l'auteur écossais Walter Scott. La publication se fait en deux séries.
- La première, comprenant La Veuve des Highlands, Les Deux Bouviers et La Fille du chirurgien, paraît le 30 octobre 1827.
- La seconde, constituée de La Jolie Fille de Perth, paraît le 15 mai 1828.

Les nouvelles La Veuve des Highlands et Les Deux Bouviers sont considérées comme deux des chefs-d'œuvre de Scott. Le roman La Jolie Fille de Perth est l'une des plus belles réussites de sa période tardive.

## Première série

### Contexte éditorial

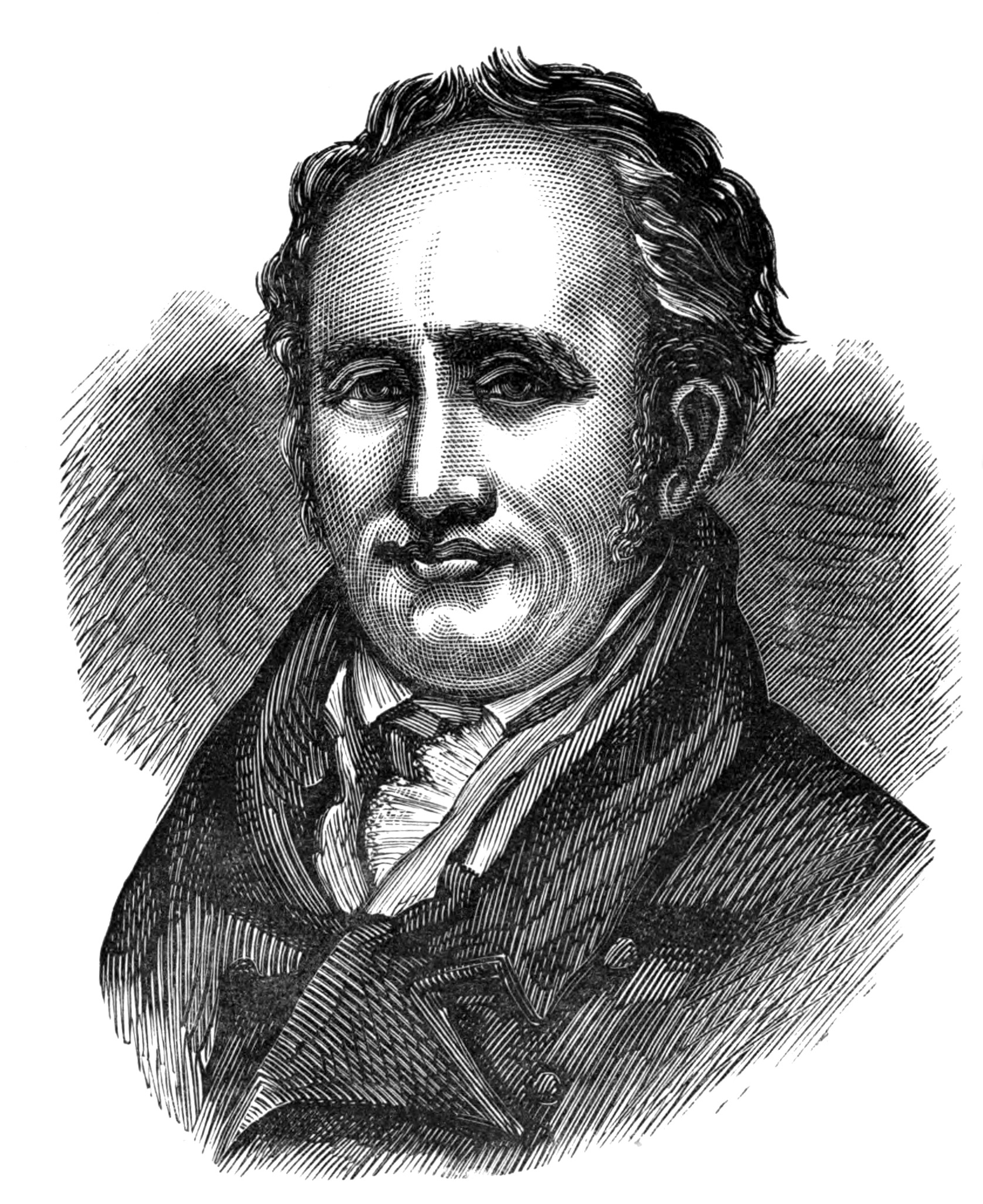
Archibald Constable, l'habituel éditeur écossais de Walter Scott.

L'année 1826 est terrible pour Walter Scott. Touchés par la crise de 1825, ses éditeurs Constable et Ballantyne font faillite. L'écrivain, qui est leur associé, devient insolvable. « Il était, dit Taine, devenu l'associé de ses éditeurs ; […] il leur avait engagé sa signature, sans surveiller l'usage qu'ils en faisaient. Une banqueroute survint ; à cinquante-cinq ans, il se trouva ruiné et débiteur de cent dix-sept mille livres sterling. Avec un courage et une probité admirables, il refusa toute grâce, n'accepta que du temps, se mit à l'œuvre le jour même, écrivit infatigablement, paya en quatre ans soixante-dix mille livres, épuisa son cerveau jusqu'à devenir paralytique et mourut à la peine. »
Le roman Woodstock paraît le 28 avril 1826. Scott a maintenant un projet d'« histoire orientale ». Il n'a pas encore défini le titre. Un ancien associé de Constable venant de se mettre à son compte, Robert Cadell, est intéressé. Mais Constable a offert en garantie les droits futurs d'un roman en trois volumes (en même temps que ceux de Woodstock et d'une biographie de Napoléon). Pour éviter que les droits ne soient saisis par les syndics de faillite de Constable, Cadell préfère donc ramener le projet d'histoire orientale à deux volumes. À ce moment-là, Scott ne demande pas mieux que de travailler sur des histoires courtes. Il s'abîme en effet depuis juin 1825 dans une entreprise d'envergure, une Vie de Napoléon Buonaparte qui lui laisse des plages de répit lorsqu'il est en attente de documentation. Ces plages conviendraient à l'écriture d'histoires courtes. L'épouse de l'écrivain meurt le 15 mai 1826.

### Écriture
Le 27 mai 1826, Scott entreprend d'écrire les Chroniques de la Canongate. Il commence non par l'histoire orientale (qui sera écrite en dernier, sous le titre La Fille du chirurgien), mais par La Veuve des Highlands. Il interrompt deux fois les Chroniques au profit de sa biographie de Napoléon. La publication des Chroniques, prévue en novembre 1826, est repoussée. 
Le nom de Walter Scott a été prononcé au moment de la faillite de ses éditeurs. Le mystère entourant l'auteur n'en est plus un. Aussi, en février 1827, dans un banquet, Scott reconnaît-il être le célèbre « auteur de Waverley ».
Il ne termine la Vie de Napoléon Buonaparte que le 7 mai de cette année-là. Il se tourne aussitôt vers un autre projet, les Contes d'un grand-père, une histoire d'Écosse pour enfants. Le 20 juin, il revient aux Chroniques. Il s'interrompt encore deux fois. Il termine la première série le 16 septembre 1827. En deux ans et demi, il vient d'écrire 1,5 million de mots, soit quelque 6 000 pages. Ce rythme de travail effarant détériore sa santé.

### Publication
La première série de Chronicles of the Canongate (Chroniques de la Canongate) paraît en deux volumes le 30 octobre 1827 à Édimbourg, chez Cadell and Co. Elle paraît à Londres chez Simpkin and Marshall.
Scott a renoncé verbalement à l'anonymat huit mois plus tôt. Il officialise l'aveu en signant de son vrai nom l'introduction. Mais les Chroniques de la Canongate portent encore la traditionnelle et vendeuse signature « par l'auteur de Waverley ».

### Les trois récits
La première série comporte une introduction d'une centaine de pages, sorte de roman autobiographique d'un certain Chrystal Croftangry. Ce narrateur fictif vit dans The Canongate (en), quartier d'Édimbourg. Il se dit dépositaire de manuscrits de son amie Bethune Baliol, dont il tire trois histoires  :
- la nouvelle La Veuve des Highlands ;
- la nouvelle Les Deux Bouviers ;
- le court roman La Fille du chirurgien (qui sera séparé des autres Chroniques dans l'édition dite Magnum Opus de 1832[9]).

Ces trois récits se déroulent ou débutent dans l'Écosse de la seconde moitié du XVIIIe siècle, c'est-à-dire après la rébellion jacobite de 1745-1746. Scott évoque le formidable changement opéré dans le pays, le choc des mentalités, le destin des Highlanders vaincus, parfois contraints de chercher fortune sous d'autres cieux.

### Accueil critique
Le roman Les Fiancés se passait dans les marches galloises, Le Talisman en Palestine et Woodstock en Angleterre. Les critiques expriment leur satisfaction de voir Scott revenir à sa terre d'inspiration privilégiée, l'Écosse. La Veuve des Highlands recueille la majorité des suffrages. Même si La Fille du chirurgien est jugée sévèrement, l'ensemble de la série est accueilli favorablement par les critiques. 

## Seconde série
Scott décide de continuer les Chroniques de la Canongate en produisant une deuxième série d'histoires courtes. Il écrit deux nouvelles, Le Miroir de ma tante Marguerite et La Chambre tapissée. Mais les ventes de la première série sont inférieures à celles des longs romans de Scott. Aussi, le 11 décembre 1827, les deux nouvelles déjà écrites sont-elles refusées par Cadell.
L'auteur étoffe alors une histoire prévue pour être courte, située en 1402, La Jolie Fille de Perth. Publié le 15 mai 1828, en trois volumes, ce roman constitue la seconde série des Chroniques de la Canongate (un chapitre préliminaire remet en scène Chrystal Croftangry et Bethune Baliol).
Quant aux deux nouvelles refusées, elles sont publiées à la fin de l'année 1828 par un autre éditeur dans The Keepsake for 1829, livre à offrir pour les fêtes de Noël. Elles sont accompagnées d'une troisième, La Mort du Laird's Jock, écrite spécialement pour The Keepsake. Ces trois nouvelles, connues sous le nom de The Keepsake Stories, sont groupées avec les Chroniques de la Canongate dans l'édition Magnum Opus de 1832.

## La Veuve des Highlands

### Résumé

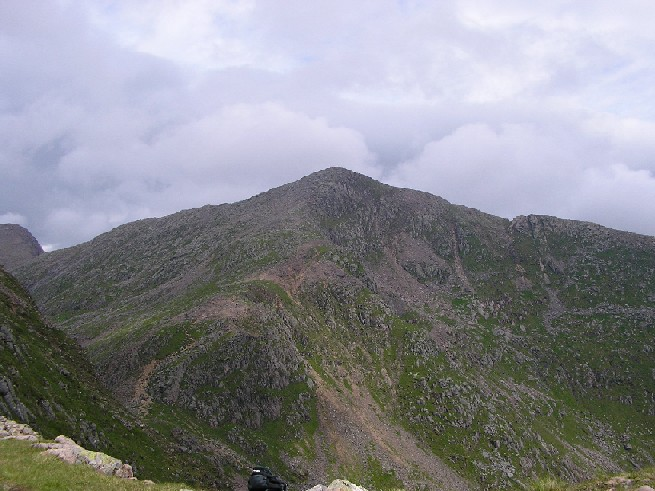
Le Ben Cruachan.

Elspat, ou la femme de l'Arbre, est la veuve de Hamish MacTavish, dit Hamish MacTavish Mhor (le grand), un redoutable cateran — un gentilhomme highlander vivant du vol des troupeaux des « Saxons » (les Lowlanders). Après l'écrasement des jacobites à la bataille de Culloden, le cateran est tué par les habits rouges. Elspat parvient à s'enfuir entre les balles, emportant Hamish Bean, leur nouveau-né.
Depuis, elle vit misérablement avec Hamish Bean dans une cabane isolée, au flanc du Ben Cruachan (en). Elspat s'imagine que le manque de considération dont elle souffre actuellement n'est que provisoire. Elle place tous ses espoirs dans son fils. Il deviendra un cateran aussi respecté que son père. Car Elspat ignore tout du grand changement opéré dans le pays après la défaite des jacobites. La loi s'est substituée aux ravages des pillards : « Ce principe moral, qui naît si naturellement et si justement dans l'esprit de ceux qui ont été élevés sous un gouvernement stable dont les lois protègent les biens du faible contre les incursions du fort, étaient pour la pauvre Elspat un livre fermé et une source cachée. »
Hamish, lui, a tôt fait d'envisager les dangers et le déshonneur désormais attachés à la condition de cateran. Il lui devient chaque jour plus insupportable de rester prisonnier d'une mère possessive, dans une cabane où tous deux meurent de faim. Il s'engage dans un régiment hanovrien qui va partir combattre les Français en Amérique. Plus grave encore aux yeux de sa mère, le commandant de ce régiment est un Campbell, un membre du clan qui a trempé dans le massacre de Glencoe, où des aïeux d'Elspat figuraient au nombre des victimes. 
Elspat fait boire à son fils un narcotique, afin qu'il ne rejoigne pas au jour dit son régiment. Car elle n'ignore pas le sort réservé aux déserteurs : les verges, « la punition d'un chien désobéissant », la punition qui déshonore « comme soldat et comme gentilhomme ». Elspat ne doute pas que, plutôt que de se soumettre à cette infamie, Hamish ne choisisse de déserter pour de bon et de marcher dans les pas glorieux de son père. Roches, lacs et montagnes, passages dangereux et sombres forêts lui permettront de déjouer toutes les recherches.
Mais Hamish refuse de fuir. Il attend, ne sachant encore quelle conduite il va tenir. Va-t-il tenter de s'expliquer ? Va-t-il résister, afin de se faire tuer sur place, évitant ainsi la punition dégradante ? « Il laissa au hasard le soin de le décider au moment de la crise… » Lorsque se présente un détachement de cinq soldats venus le chercher, Hamish tue leur sergent. Il est emmené à Dumbarton.
En vain son capitaine et un pasteur intercèdent-ils en sa faveur, faisant valoir qu'il n'y a pas meilleur soldat ni plus brave que lui, qu'il n'est en rien responsable de sa désertion, et combien son cœur eut peu de part au crime que sa main a commis. Le général est moitié lowlander, moitié anglais. « Il n'a aucune idée de la hauteur et de l'enthousiasme de caractère par lesquels on voit souvent, dans ces montagnes, des vertus exaltées mises en contact avec de grands crimes, qui cependant sont moins des fautes de cœur que des erreurs de jugement. » Pour lui, les visions highlandaises « sont aussi vaines et aussi peu satisfaisantes que les dons de la seconde vue ». Hamish Bean est fusillé, « victime de la tendresse extravagante et fatale de sa mère ».
S'il pleure Hamish Bean, le pasteur reconnaît que le caractère vindicatif de ses compatriotes « a besoin d'être retenu par le frein puissant de la loi sociale ».
Elspat disparaît peu après. Nul ne sait ce qu'elle est devenue.

### Personnages
- Hamish MacTavish Mhor, gentilhomme brigand des Highlands.
- Elspat MacTavish, ou la femme de l'Arbre, veuve de MacTavish Mhor.
- Hamish Bean, fils de Hamish et d'Elspat.
- Miles MacPhadraick, tacksman (fermier du chef de clan et sous-bailleur, jouant par ailleurs le rôle d'officier-recruteur).
- Révérend Michael Tyrie, ministre de Glenorquhy.
- Green Colin Campbell, capitaine de Hamish Bean.
- Allan Break Cameron, sergent.

## Les Deux Bouviers

### Résumé
Robin Oig, bouvier highlander, s'apprête à quitter Doune (au nord-ouest de Stirling, en Écosse) pour conduire un troupeau de bœufs en Angleterre. Sa tante Janet, douée de seconde vue, voit du sang anglais sur sa main et sur son poignard. Elle réussit à le convaincre de confier l'arme au conducteur d'un autre troupeau, le lowlander Hugh Morrison.
Robin se met en route. Il rejoint à Falkirk son ami, le bouvier anglais Harry Wakefield. Les deux hommes se connaissent depuis trois ans. Ils voyagent souvent ensemble, et fort joyeusement.
Ils arrivent en Angleterre, dans le Cumberland. En quête d'une pâture pour leurs troupeaux respectifs, les deux amis choisissent de se séparer pour tenter la chance chacun de son côté. Harry fait affaire avec le bailli d'un domaine. Le propriétaire, se méfiant de son bailli, a pourtant ordonné qu'un tel marché ne puisse être conclu que par lui-même. Comme il est absent, le bailli passe outre.
Robin de son côté fait affaire avec le propriétaire, M. Ireby, qui rentre précisément chez lui. Tous deux se rendent au champ, où ils ont la surprise de trouver Harry, son troupeau et le bailli. M. Ireby fait chasser Harry et son troupeau. Robin offre aussitôt à son ami de partager la pâture. Mais Harry est profondément blessé dans son orgueil. Il refuse avec dédain.
Il se rend alors au cabaret où les deux amis avaient décidé de passer la nuit. Là, il trouve une pâture à prix élevé, dans un marais stérile. Ce qui ne fait qu'aggraver son ressentiment envers Robin, dont il déplore le manque de foi et d'amitié. Il est encouragé dans cette mauvaise disposition par le bailli, par le cabaretier et par deux ou trois buveurs se trouvant là. Les uns sont poussés par la traditionnelle haine des Écossais qui subsiste dans les régions frontalières, « les autres par cet amour général du mal, qui caractérise le genre humain dans tous les rangs ». Et la bière ne manque pas de jouer son rôle, qui est d'exalter ou d'exaspérer la passion du moment — « qu'elle soit bonne ou mauvaise ».
Robin est longuement retenu chez M. Ireby. Il est tard quand il arrive à son tour au cabaret. Son apparition est saluée par un froid silence. Et très vite tout le monde se met à le railler, à lui chercher querelle. Robin reste calme. Harry lui propose de se battre, et de redevenir amis ensuite. Robin propose de rester plutôt amis, et de ne pas se battre. Harry le traite de lâche. Robin arrive encore à se maîtriser. Il rappelle seulement à Harry qu'il ne fut pas un lâche le jour où il lui sauva la vie dans un gué. Ce souvenir fait hésiter Harry. Le bailli jette alors de l'huile sur le feu en reprochant à Harry de laisser un affront impuni. Harry le rabroue sèchement, mais l'argument a porté. Harry craint d'être la risée de tout le pays s'il ne se bat pas. Il demande une nouvelle fois à Robin d'accepter un combat aux poings. Robin propose plutôt que l'affaire soit produite devant un juge anglais, si Harry estime que son ami a quelque tort envers lui. Mais tous les spectateurs protestent : pas de loi, pas d'homme de loi, des coups !
Robin fait valoir qu'il ne sait pas se battre « comme un singe », avec ses mains et avec ses ongles. Il propose un duel à l'épée, en baissant la pointe au premier sang, « comme un gentilhomme ». Ce qui provoque de longs éclats de rire dans l'assistance, et déchaîne les sarcasmes. La colère commence à gagner Robin, qui met la main à son plaid, là, où habituellement il serre son couteau. Il veut alors quitter les lieux. Mais Harry s'y oppose en le jetant à terre. Le combat est inégal. Robin est de petite taille. Harry est grand, robuste, redoutable combattant, rompu à l'art du pugilat comme à celui de la lutte. Le sang de l'agressé a tôt fait de couler. Robin a maintenant perdu tout son calme. Il attaque avec une rage frénétique, mais ne peut rien contre le sang-froid, la force et la science du combat de son adversaire. Il se retrouve inanimé sur le plancher de la cuisine. Le bailli aimerait qu'il reçoive un complément de correction. Mais Harry estime que les choses doivent en rester là, et que les deux combattants doivent se serrer la main. Robin refuse et sort.
L'hôtesse reproche à Harry de s'être fait d'un ami un ennemi mortel. Harry estime que Robin est un brave garçon, et qu'il ne lui gardera pas rancune. L'hôtesse, dont la mère est écossaise, n'en est pas si convaincue. Harry trouve dans le cabaret un acheteur pour une bonne partie de son troupeau. Ayant réalisé une excellente affaire, il oublie la dispute.
Robin, lui, ne pense qu'à la vengeance. Insulté, battu, il ne se sent plus digne ni du nom qu'il porte, ni de la famille à laquelle il appartient. Il marche jusqu'à l'endroit où il sait trouver Hugh Morrison, à plusieurs milles de là. Hugh se fait beaucoup prier pour lui rendre son poignard, car il flaire la vilaine affaire. Il essaie d'en savoir plus. Il propose même d'aller en force avec d'autres bouviers écossais exiger réparation, si Robin a subi quelque offense. Robin ayant inventé un prétexte, Hugh finit par céder. Il rend le poignard à son propriétaire. Robin retourne au cabaret, où il trouve Harry toujours d'aussi bonne humeur, toujours confiant dans sa propre force et toujours disposé à la réconciliation sans cacher son mépris pour son adversaire. Robin le tue. 
Le meurtre par vengeance est un crime étranger au caractère anglais. Au tribunal, on tient compte néanmoins des préjugés nationaux du prévenu, qui l'ont fait se considérer comme souillé d'une tache ineffaçable. On considère aussi qu'il a fait preuve, dans un premier temps, de beaucoup de patience et de modération. On est tout disposé à regarder son crime comme l'erreur fatale d'une fausse idée d'honneur, plutôt que comme le geste d'un barbare.
Le juge signale en effet qu'on n'est pas dans un crime produit par méchanceté de cœur, un crime excitant le dégoût et l'horreur. Le cas est plus pénible : il faut appeler la vengeance de la loi sur un crime commis « moins par l'envie de mal faire que par une notion malheureusement pervertie de ce qui est bien ». Le juge rappelle qu'il faut donner d'abord raison à l'accusé : il a pris location de l'enclos par un contrat légal avec le propriétaire ; accablé de reproches injustes, il a néanmoins offert à son camarade de partager l'enclos, proposition rejetée avec mépris ; au cabaret, il s'est montré pacifique et arrangeant, proposant même d'avoir recours à un magistrat, ce qui ne lui a valu qu'insultes de la part de la compagnie.
Le juge rejette l'argument de l'avocat de la couronne, selon lequel l'accusé aurait fait preuve de lâcheté en refusant de se soumettre à une lutte égale. Pour qu'il y ait lutte égale, il faut que les adversaires soient de force égale, et tous deux consentants : « Prétendra-t-on qu'un homme supérieur à la foule par son rang et son éducation doive être soumis ou obligé de se soumettre à cette lutte grossière et brutale, peut-être contre un adversaire plus jeune, plus fort ou plus habile ? » Les lois permettent à un noble anglais d'utiliser l'épée qu'il porte au côté pour se défendre d'une attaque aussi brutale que celle soufferte par Robin. En conséquence, si Robin avait porté sur lui le poignard, on aurait pu invoquer la légitime défense. Mais la préméditation est flagrante : l'accusé a parcouru douze milles à pied, ce qui lui laissait le temps de se calmer et de recouvrer la raison. Il n'a donc agi ni par colère ni par crainte, mais bien par vengeance arrêtée d'avance.
On peut admettre qu'en l'absence de lois établies la vengeance ait un rôle dissuasif. Il en allait peut-être ainsi dans les Highlands, au temps des ancêtres de Robin. Et des jeunes gens comme Robin subissent encore l'influence de ces temps anciens. Mais le premier objet de la civilisation, dit le juge, « est de mettre la protection de la loi, également administrée, à la place de cette justice sauvage ». Si ce crime restait impuni, mille poignards sortiraient aussitôt du fourreau. Robin est exécuté.

### Personnages
- Robin Oig MacCombich, bouvier highlander. Alerte, plein de santé, de vigueur et de bonne humeur. Compte beaucoup d'amis. Populaire auprès des jolies filles. Prudent, habile en affaires. Les meilleurs fermiers de Highlands lui accordent toute leur confiance. Fier de sa naissance (son grand-père était l'ami de Rob Roy). Mais ses nombreux voyages en Angleterre et dans les Lowlands lui ont appris le tact : il sait que la considération dont il jouit se limite à la vallée du Teith, et que s'en prévaloir ailleurs pourrait se révéler à la fois dangereux et ridicule. À l'étranger, il cultive donc en secret l'orgueil de son importance imaginaire. Ses voyages lui ont par ailleurs permis d'acquérir plus de patience que n'en comporte habituellement un caractère de Highlander.
- Janet de Tomahourich, tante de Robin, réputée sorcière, douée de taishataragh (seconde vue).
- Hugh Morrison de Glanae, bouvier lowlander.
- Harry Wakefield, bouvier anglais du comté d'York, ami de Robin. Aussi renommé que Robin, dans la profession. Un peu coureur et fêtard, aimant à rire, mais sachant séparer plaisirs et vie professionnelle. Énergique, ardent et assidu dans le travail, aussi attentif que Robin aux affaires sérieuses. Disposé à trouver bien tout ce qu'il voit, les difficultés étant pour lui plutôt sujet d'amusement que de peine conséquente. Il a cependant un défaut, il est irascible, au point de devenir parfois querelleur. Et ce, d'autant plus volontiers qu'il est sûr de dominer son adversaire.
- M. Ireby, gentilhomme campagnard du Cumberland. Assez riche.
- John Fleecebumpkin, bailli du domaine de M. Ireby. Suspecté de malversations par son maître.
- Ralph Heskett, cabaretier.
- Dame Heskett, épouse de Ralph. Figure joyeuse, toujours en mouvement.
- Le juge.

## La Fille du chirurgien

### Résumé

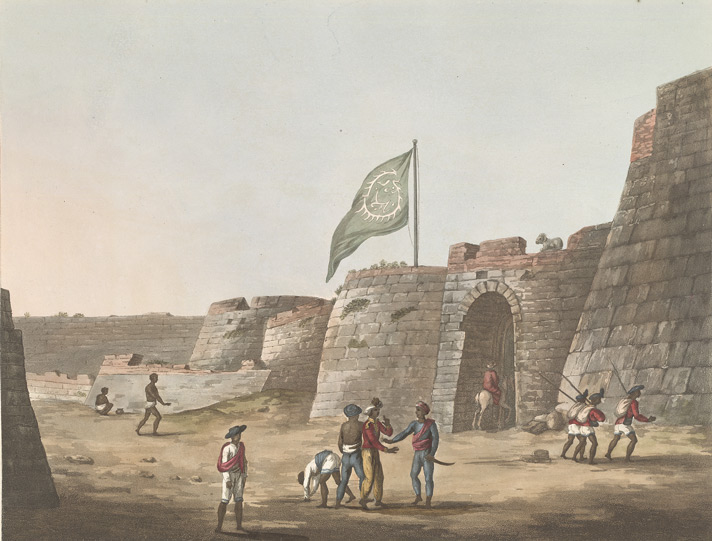
Entrée nord du fort de Bangalore, dans le Karnataka, au XVIII. Le drapeau est celui de Tipû Sâhib.

Dans l'Écosse de la fin du XVIIIe siècle, le médecin Gideon Gray recueille un nouveau-né qu'il appelle Richard Middlemas, du nom du village de naissance. La mère est juive et, sous la pression familiale, ne peut épouser le père, catholique et jacobite. Les parents adressent régulièrement au médecin une allocation, et garantissent pour l'enfant une somme importante qui lui sera versée à sa majorité. Richard grandit auprès de Menie, la fille du médecin. Richard et son ami Adam Hartley sont tous deux amoureux de Menie. Le préféré de Menie est Richard, pourvu d'agréables qualités.
Mais, à l'âge adulte, Richard commence à changer. Il devient soupçonneux, égoïste. Il se rend à Londres. Il y retrouve ses parents, à présent mariés. Il provoque la mort de sa mère. Il s'engage alors dans l'armée, où il se fait voler. Il gagne les Indes, où il se comporte en bandit. Il demande à Menie de venir le rejoindre. Il a l'intention de la vendre comme esclave. Adam Hartley suit la jeune fille et réussit à la sauver, puis meurt. Richard est exécuté. Menie retourne en Écosse.

### Personnages
- Gideon Gray, médecin de Middlemas.
- Jean Gray, épouse de Gideon.
- Menie Gray, fille de Gideon et de Jean.
- Richard Tresham, qui deviendra le général Witherington.
- Zilia de Monçada, qui deviendra l'épouse de Richard Tresham.
- Richard Middlemas, fils de Richard Tresham et de Zilia.
- Mathias de Monçada, juif portugais.
- Lawford, secrétaire de mairie de Middlemas.
- Tom Hillary, apprenti de Lawford.
- Adam Hartley, apprenti de Gideon Gray.
- M'Fittoch, professeur de danse.
- Capitaine Seelencooper, directeur de l'hôpital militaire de Ryde.
- Barak el Hadji, agent de Hyder Ali.
- Madame de Montreville, bégum.
- Hyder Ali (Haidar Alî), personnage historique, rajah de Mysore.
- Tippoo Saib (Tipû Sâhib), personnage historique, fils de Hyder Ali.

## Analyse
Le genre de la nouvelle commence à devenir populaire dans les années 1820. Scott s'essaie brillamment au récit court en 1824, avec « L'histoire de Willie le voyageur », incluse dans le roman Redgauntlet.
En 1827, sans le savoir, il crée un genre original. Ses nouvelles se démarquent à la fois de la novella italienne et du conte populaire. Elles présentent, selon Henri Suhamy, une perfection formelle que Scott n'atteint nulle part ailleurs. Elles offrent unité de ton et d'action, ne comportent pas de digressions. Elles se caractérisent par la concentration, ce qui ne veut pas dire sécheresse : comme dans ses meilleurs romans historiques, Scott sait faire revivre la difficile mutation de l'Écosse du XVIIIe siècle, où le poids du passé se déchire avec la loi du présent.
- La Veuve des Highlands, « véritable chef-d'œuvre tragique[22] », annonce Pouchkine, Gogol, Mérimée, Tourgueniev[23].
- Les Deux Bouviers, « remarquable récit, d'une densité peu commune[24] », est l'un des chefs-d'œuvre de Scott[25].

Scott ouvre la voie à deux de ses admirateurs : Mérimée publiera ses premières vraies nouvelles deux ans plus tard, en 1829, et Pouchkine les siennes (les Récits de feu Ivan Pétrovitch Belkine) en 1831.
Le court roman La Fille du chirurgien n'a jamais été apprécié du public. La détérioration morale du personnage est vraisemblable, dit Henri Suhamy, mais ne présente pas d'intérêt littéraire. Scott ne nous apprend rien en décrivant le mal de l'extérieur, car c'est à l'intérieur de l'homme qu'il faut chercher. Pour décrire la dualité de la nature humaine, il faudra un Poe, un Baudelaire, un Stevenson…

## Traductions

### Premières éditions en français
- Chroniques de la Canongate (première série), trad. Auguste-Jean-Baptiste Defauconpret, Paris, Gosselin, 1827, 4 vol. in-12.
- Les Chroniques de la Canongate, première série, trad. Albert Montémont, Paris, Armand Aubrée, 1831, in-8[30].

### Édition récente
La Veuve des Highlands, Les Deux Bouviers, dans Walter Scott, La Veuve des Highlands et autres contes surnaturels, coll. « Terres Fantastiques », Rennes, Terre de Brume, 1999.